# The Good Life (EP Weezer)
The Good Life è un EP del gruppo alternative rock statunitense Weezer, pubblicato successivamente all'uscita di Pinkerton, registrato prima della dipartita di Matt Sharp.

## Tracce
1. The Good Life (Versione LP) – 4:19
2. Waiting On You – 4:13
3. I Just Threw Out the Love of My Dreams – 2:39
4. The Good Life (live acustico) – 4:40
5. Pink Triangle (live acustico) – 4:26